# Zelfinductie
In de elektriciteitsleer is zelfinductie het natuurkundige verschijnsel dat een veranderende elektrische stroom door een geleider (zoals een spoel van koperdraad) een veranderend magnetisch veld opwekt, en dat veranderende magnetische veld weer een tegenspanning veroorzaakt in dezelfde geleider, die de verandering van die stroom tegengaat.

## Voorbeeld
Een constante stroom die door een spoel van koperdraad gaat, wekt een constant magnetisch veld op dat geen inductie veroorzaakt in de spoel. Als de stroom door de spoel wordt afgeschakeld, zal het magnetische veld niet meer in stand gehouden kunnen worden. Het veld zal afnemen, en door inductie, zelfinductie, een tegenspanning in de spoel opwekken die de stroom in stand tracht te houden. De zo ontstane inductiespanning kan zo heftig en groot zijn, dat de lucht tussen de contacten van de schakelaar wordt geïoniseerd en een vlamboog of een vonk ontstaat. De stroom blijft dan in dezelfde richting lopen. Wordt de energie van de spoel overgedragen op de vlamboog, of opgeslagen in de parasitaire capaciteit van de spoel zelf, dan neemt de stroom af.

## Formules
Een veranderende stroom wekt door zelfinductie een spanning op, die evenredig is met de verandering van de stroom:
{\displaystyle U=-L{\frac {{\rm {d}}I}{{\rm {d}}t}}}
Daarin is
{\displaystyle U} de zelfinductiespanning in volt
{\displaystyle {\rm {d}}I/{\rm {d}}t} de verandering van de stroom per tijdseenheid in ampère per sec
{\displaystyle L}, de evenredigheidsfactor, in henry, die de coëfficiënt van zelfinductie heet.
Het minteken in het rechterdeel van de vergelijking, geeft aan, dat de inductiespanning {\displaystyle U} een zodanige richting heeft, dat zij de oorzaak van haar ontstaan tegenwerkt. De coëfficiënt van zelfinductie {\displaystyle L}, kort ook wel aangeduid als zelfinductie, kan waarden aannemen tussen 0 henry (de geleider omvat z'n eigen veld niet) en ∞ henry (de geleider omvat z'n eigen veld voor de volle 100%). In de praktijk treden beide uitersten natuurlijk niet op. Om een zo groot mogelijke zelfinductie te verkrijgen, is het zaak te zorgen dat de geleider z'n eigen veld zo goed mogelijk omvat. Dit wordt gewoonlijk bereikt door de geleider tot een spoel te wikkelen, eventueel om een kern van magnetiseerbaar materiaal.
De (coëfficiënt van) zelfinductie van een spoel kan geschreven worden als:
{\displaystyle L={\frac {n^{2}}{\mathfrak {R}}}}.
Daarin is
{\displaystyle L} de zelfinductie in henry
{\displaystyle n} het aantal windingen van de spoel
{\displaystyle {\mathfrak {R}}} de door de spoel geziene magnetische weerstand in AV−1s−1
Ookwel
{\displaystyle L={\frac {N^{2}}{R_{m}}}}
Daarin is 
{\displaystyle L} de zelfinductie in henry
{\displaystyle N} het aantal windingen van de spoel
{\displaystyle R_{m}} de door de spoel geziene magnetische weerstand in AV−1s−1

## Gedrag bij gelijkstroom en wisselstroom
In principe heeft elke geleider en bijna elk apparaat zelfinductie, waarbij moet worden opgemerkt dat deze eigenschap geen rol speelt als de stroom een constante gelijkstroom is. Bij het inschakelen van de stroom in een circuit verandert de stroom echter van 0 tot z'n eindwaarde {\displaystyle I_{\rm {max}}}. Door de aanwezige zelfinductie {\displaystyle L} in combinatie met de weerstand {\displaystyle R} van de leiding volgt de stroom {\displaystyle I} een exponentiële functie volgens:
{\displaystyle I=I_{\rm {max}}\,(1-e^{-t/\tau })}
Deze vorm wordt geregeerd door de tijdconstante {\displaystyle \tau =L/R}. Op het tijdstip {\displaystyle t=\tau } is de stroom tot {\displaystyle 0{,}632\,I_{\rm {max}}} gestegen. Op {\displaystyle t=5\tau } is de eindwaarde praktisch bereikt, waarna de stroomsterkte niet meer verandert.
Bij het afschakelen van het gelijkstroomcircuit gebeurt het omgekeerde. De stroom volgt, na mogelijk enige hoogfrequente overgangsverschijnselen, een exponentiële functie volgens:
{\displaystyle I=I_{\rm {max}}\,e^{-t/\tau }}
Bij wisselstroom manifesteert zich de zelfinductie als een belemmering voor veranderingen in de stroomsterkte. Daardoor lijkt de weerstand toegenomen te zijn; dit  noemt men schijnbare weerstand of impedantie. De totale impedantie, aangeduid met {\displaystyle Z}, bestaat uit de component ten gevolge van de zelfinductie en eventueel aanwezige andere componenten, zoals de ohmse weerstand {\displaystyle R}. In bijgaand vectordiagram, ook wel impedantiedriehoek genoemd, staat de impedantie opgebouwd uit zelfinductie en ohmse weerstand:
{\displaystyle Z={\sqrt {R^{2}+(\omega L)^{2}}}}.
De component ten gevolge van de zelfinductie is niet alleen afhankelijk van de zelfinductie, maar ook evenredig met de hoekfrequentie {\displaystyle \omega } van de wisselstroom.

## Starten van een tl-buis

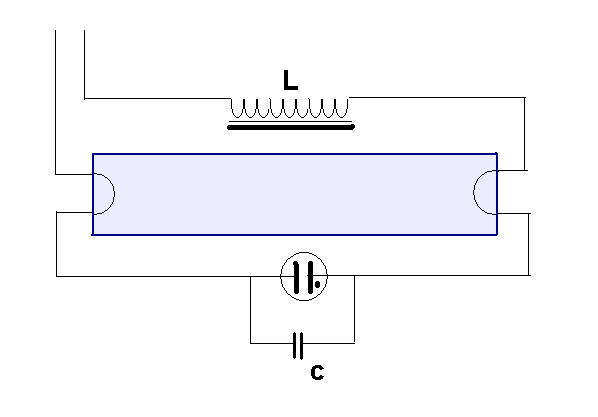
Inductieve schakeling van een tl-buis

Een voorbeeld van hoe een zelfinductiespanning in de dagelijkse praktijk wordt toegepast, is het starten van een tl-buis. Hiervoor is een starter nodig, bestaande uit een neonbuis met twee bimetaalelektroden, een ontstoringscondensator, en een smoorspoel ofwel voorschakelapparaat (VSA). 

Bij het inschakelen, komt er spanning over het neonbuisje met bimetaal te staan, waardoor deze ontsteekt. Door het gloeiende gas worden de bimetaalelektroden warm en trekken tegen elkaar aan, waarmee het neonlampje kortgesloten en gedoofd wordt. Vervolgens gaat er een hoge stroom door de gloeidraden in de buis lopen. Het neonlampje in de starter koelt af en de kortsluiting wordt weer verbroken. Ten gevolge van deze onderbreking, ontstaat er door de zelfinductie van de smoorspoel een pulsvormige spanningspiek van ongeveer 1000 V die de tl-buis doet ontbranden.
De spanningspiek kan benaderend berekend worden aan de hand van de formule: 
{\displaystyle U=-L{{\rm {d}}I \over {\rm {d}}t}}.
Voor bijvoorbeeld een zelfinductie van L = 2 henry en een stroomverandering dI = 0,5 ampère in een tijd dt = 1 msec, volgt:
{\displaystyle U=-2\ {0,5 \over 0,001}\mathrm {V} =-1000\mathrm {V} }

## Ontstekingssysteem van een benzinemotor
Een ander voorbeeld waar bijna iedereen dagelijks mee te maken heeft, is het ontstekingssysteem van de auto met benzinemotor. 
In de bobine van dit ontstekingssysteem zitten twee spoelen van koperdraad om een weekijzeren staaf, waardoor een transformator wordt gevormd. De laagspanningskant (Lp) van de transformator heeft weinig windingen van dik draad (de primaire spoel); de hoogspanningskant (Ls) heeft veel wikkelingen van dun draad (de secundaire spoel). Op de laagspanningskant komt na het starten een gelijkspanning van 12 V te staan. Door het snelle openen van de onderbreker S in de stroomverdeler - waardoor dus de gelijkstroomkring wordt afgeschakeld - wordt er in de primaire spoel van de bobine door zelfinductie een pulsvormige spanningspiek van circa 800 V opgewekt. In de secundaire spoel (Ls) wordt deze spanning verder omhoog getransformeerd. Dit leidt samen met de condensator tot resonantie, waardoor opslingering van de spanning ontstaat en de spanning tot circa 15 kV oploopt. Deze hoogspanning wordt, eventueel via de verdeler, naar de bijbehorende bougie geleid, die dan tot overslag komt (de bougie vonkt), waardoor het brandstofmengsel in de cilinder wordt ontstoken.
De condensator heeft nog een verdere functie; namelijk het snel doven van de hoogfrequente onderbrekingsvonk over de contacten van de onderbreker, waardoor deze contacten niet te veel inbranden.